# Răbăgani
Răbăgani é uma comuna romena localizada no distrito de Bihor, na região histórica da Crișana (parte da Transilvânia). A comuna possui uma área de 24.58 km² e sua população era de 2117 habitantes segundo o censo de 2007.